# Caesaromagus
Caesaromagus (le Marché de César), est une ville gallo-romaine fondée à la fin du  Ier siècle av. J.-C. à l'emplacement de l'actuelle ville de Beauvais. C'était le chef-lieu d'une tribu gauloise, les Bellovaques.

## Origines de la cité gallo-romaine
La tribu des Bellovaques fut une des plus rebelles de la Gaule belgique. Dans le Livre II des Commentaires, Jules César établit un dénombrement des forces que lui opposèrent les Gaulois en 57 av. J.-C. Les Bellovaques rassemblèrent 100 000 guerriers tandis que les Suessiones n'en alignèrent que 50 000 et les Ambianis seulement 10 000.
Les fouilles archéologiques n'ont pas mis au jour - jusqu'à présent - de vestiges d'un habitat gaulois sur le site de Caesaromagus.
Ce sont donc les Romains, en l'état actuel des connaissances, qui fondèrent la première agglomération en ces lieux, afin de contrôler et de romaniser les Gaulois.

## Caesaromagus sous le Haut-Empire

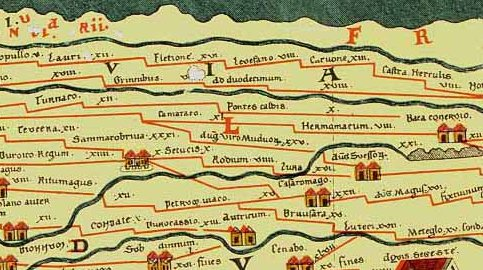
Extrait de la Table de Peutinger où figure Casaromago (Caesaromagus)

Caesaromagus signifie, le marché de César, ce qui laisse supposer que la ville avait surtout une fonction commerciale. Elle s'étendait sur une superficie de 80  à   100 ha.
Les fouilles archéologiques ont permis de mettre au jour une partie du réseau viaire, quelques domus, des zones d’activités artisanales et des nécropoles et à l’extérieur de la ville.
L’emplacement des édifices publics et religieux est assez mal connu. Au XVIIe siècle, ont été mis au jour, au Mont Capron (au nord de l'actuel centre-ville, à proximité du Lycée Félix Faure), des vestiges d'un temple possiblement dédié à Mercure. En 1902, sous l'église Saint-Étienne actuelle ont été retrouvés des vestiges de thermes. Dans les années 1960, à l'emplacement de l'actuelle galerie nationale de la tapisserie, ont été retrouvés des éléments de l'exèdre qui aurait pu faire partie du forum.
Caesaromagus se trouvait à un carrefour de voie romaine vers Samarobriva (Amiens), Augustomagus (Senlis) et Pétromantalum (Saint-Clair-sur-Epte).

## Bellovacum au Bas-Empire
Devenue Bellovacum, à la fin du IIIe siècle, la ville gallo-romaine fut détruite par les invasions barbares vers 275, après les expéditions de 259-270, 263-270 , 273-275.
Elle fut reconstruite au IVe siècle et dotée de fortifications. Les remparts formaient un rectangle de 260 m sur 400 m, protégeant une superficie de 10 ha. La muraille était ouverte à l'Est par la porte du Châtel et à l'Ouest par la porte du Limaçon.
Chaque angle est occupé par une imposante tour carrée. Tous les 20 mètres, des tours saillantes renforçaient les murailles.
En 328, l’Empereur Constantin, qui avait autorisé la pratique du Christianisme, visita les vétérans de son armée dans le castrum de Bellovacis.

## Débuts du christianisme
Selon la tradition catholique, le Romain Lucius, converti au christianisme, se fit s’appeler Lucien. Il parcourut l’Italie pour prêcher. Victime de persécution lors de son séjour à Parme il fut emprisonné et s’évada.
Vers 250, il aurait été ordonné évêque par le pape qui l’envoya en Gaule avec Denis et Rieul. C'est ainsi qu'il serait arrivé à Caesaromagus.
Vers 290 l’empereur Dioclétien opposé au christianisme envoya Latinus, Jarius et Antor en Gaule afin de tuer Lucien qui, se réfugia avec ses deux compagnons Maxien et Julien à Montmille. Retrouvés par les Romains, ses compagnons et lui furent décapités.
C'est le début de la christianisation de la région, et la source du pouvoir des évêques de Beauvais.

## Vestiges
Une partie des remparts et des tours du Bas-Empire subsistent dans le centre-ville de Beauvais. Une seule tour carrée est encore visible de nos jours à proximité de la cathédrale, un dallage spécial a été posé pour signaler l'emplacement des remparts et des tours lorsque les vestiges ne sont plus visibles.

## Pour approfondir